# Asotin
Asotin è una città degli Stati Uniti d'America, situata nello Stato di Washington e in particolare nella Contea di Asotin, della quale è anche il capoluogo.